# 孫異
孫異（?—?），东吴皇族，中国三国武将。孫韶之子，孫楷、孫越之弟，孫奕、孫恢之兄。
赤烏四年（241年）。其父孫韶去世，孫越继承官爵。永安六年（263年）冬十月，因为东吴和蜀汉的同盟关系、曹魏灭亡蜀漢前夕，联络东吴。同年同月二十二日，东吴皇帝孫休派人救援，大将軍丁奉命令出兵牵制魏国。丁奉和孫異率军入漢水流域。蜀汉劉禅降魏之后、丁奉停止軍事行動（《三国志》吴志「三嗣主传」）。孫異后为領軍将軍。
小説《三国演義》，孙异以蜀汉滅亡后东吴援軍出場。最后一回代陆抗领军的左将军孙冀，原型也是孫異。